# Veigné
Veigné – miejscowość i gmina we Francji, w Regionie Centralnym, w departamencie Indre i Loara.
Według danych na rok 1990 gminę zamieszkiwało 4520 osób, a gęstość zaludnienia wynosiła 170 osób/km² (wśród 1842 gmin Regionu Centralnego Veigné plasuje się na 73. miejscu pod względem liczby ludności, natomiast pod względem powierzchni na miejscu 437.).